# Храбрый Пак
«Храбрый Пак» — советский рисованный мультфильм, который сняли в 1953 году режиссёры Евгений Райковский и Владимир Дегтярёв по мотивам корейских народных сказок.

## Сюжет
В далёкие времена в одной корейской деревне была беда: урожаи селян постоянно уничтожал злой огнедышащий дракон, прилетающий из-за гор. Люди стали задумываться о переезде, но нашёлся храбрец, который захотел побороть дракона ради судьбы многих людей на родных землях. Смельчака звали Пак. Простившись с невестой и односельчанами, он отправился в путь.
Пак обратился к скалам с вопросом, как одолеть дракона. Те ответили, что никто, кроме мудрого старца, не знает, и указали ему дорогу к одному бедняку Лу Сану, который может знать, где находится тот мудрец. Пак разыскал Лу Сана, помог в его работе на земле и узнал, где искать старца. Прощаясь с Паком, Лу Сан попросил спросить у мудреца, что делать с его погибающей яблоней, и дал немного табаку в дорогу.
Пак продолжил свой путь, но дорогу ему преградил огромный тигр. С помощью хитрости (заставив чихнуть от табака) и силы главный герой одолел его. Дальше на пути у Пака оказалось бурное море. С трудом и мужеством переплыл он его, и тогда вскоре нашёл мудрого старца, жившего на высокой горе.
Старец рассказал Паку, что надо знать две тайны, чтобы победить дракона: одну, что в изумруде вся сила дракона — добудешь изумруд, и погибнет дракон. Вторую же тайну Пак должен был открыть сам. О яблоне Лу Сана же старец ответил, что растение погибает, когда корням расти некуда. «Лёгкий путь только тому открывается, кто по трудному прошёл»,— добавил мудрец, и они с Паком простились.
Вернулся Пак к Лу Сану, стал вырывать яблоню для пересадки и открыл вторую тайну. Под яблоней был зарыт сундук с мечом, который Пак сначала не мог поднять. Но пересаженная яблоня дала волшебное яблоко, которое наделило Пака богатырской силой, и тогда он достал из сундука меч.
Подготовленный, герой вернулся в деревню увидеться с невестой, которая одна только и ждала его и верила в его силы, и отправился бороться с драконом. С поддержкой невесты выбил Пак мечом изумруд из головы дракона, и тот погиб. Так была спасена родная земля храбреца Пака.

## Создатели
| Автор сценария             | Тамара Караваева |
| Режиссёры                  | Евгений Райковский, Владимир Дегтярёв |
| Художники-постановщики     | Роман Качанов, Перч Саркисян |
| Операторы                  | Николай Воинов, Елена Петрова |
| Композитор                 | Моисей Вайнберг |
| Звукооператор              | Георгий Мартынюк |
| Ассистенты художника       | Тамара Гусева, Гражина Брашишките |
| Художники по эффектам      | Николай Фёдоров, Владимир Пекарь |
| Технический ассистент      | Елена Шилова |
| Монтажёр                   | В. Егорова |
| Художники-мультипликаторы: | Владимир Арбеков, Дмитрий Белов, Борис Бутаков, Борис Дёжкин, Вадим Долгих, Валентин Лалаянц, Татьяна Фёдорова, Федор Хитрук, Борис Чани, Татьяна Таранович |
| Художники-декораторы:      | Ирина Светлица, Вера Валерианова, Константин Малышев |

- Создатели приведены по титрам мультфильма.